# In Utero (альбом)
In Utero (с лат. — «В утробе») — третий и последний студийный альбом американской гранж-группы Nirvana, выпущенный 13 сентября 1993 года на лейбле DGC Records.

## Предыстория
Nirvana прорвалась в музыкальный мейнстрим со своим дебютным на мейджор-лейбле альбомом Nevermind, который был выпущен в сентябре 1991 года. Несмотря на предрекаемые продажи (DGC Records, звукозаписывающая компания группы, ожидала продать не более 50 тысяч копий), Nevermind получил огромный коммерческий успех и популяризировал гранж и альтернативный рок в целом. Однако все три участника группы — вокалист и гитарист Курт Кобейн, бас-гитарист Крист Новоселич и ударник Дэйв Грол — позже выразили недовольство по поводу слишком «отполированного» звучания альбома. В начале 1992 года, в интервью журналу Rolling Stone Кобейн сказал, что следующий альбом продемонстрирует «обе крайности» звучания: «Некоторые песни будут более „сырыми“, а другие более попсовыми. [Альбом] не будет однотипным [как Nevermind]». Дэйв Грол:

«Мы записывали несколько песен. Одну в качестве сингла с The Jesus Lizard, другую — кавер на Wipers. И Курт сказал: „У меня есть идея для новой песни“, и сыграл „Frances Farmer Will Have Her Revenge on Seattle“, и я подумал: „Боже, мы запишем новый альбом!“».
Оригинальный текст (англ.)We were recording a couple of songs, one for the single with the Jesus Lizard and a Wipers cover. And Kurt said, "Oh, I have this new song idea". And he played ["Frances Farmer Will Have Her Revenge on Seattle"]. It was "Oh my God, we're gonna have another record".

Кобейн хотел приступить к работе над альбомом летом 1992 года, однако этого не произошло потому, что участники группы жили в разных городах, и кроме этого, Курт и его жена Кортни Лав ждали рождения их дочери Фрэнсис Бин. DGC надеялся выпустить новый альбом к концу 1992 года, но так как работа продвигалась медленно, в декабре лейбл выпустил сборник Incesticide.
В интервью журналисту Эверетту Тру из Melody Maker в 1992 году Кобейн сказал, что хотел бы чтобы альбом записал либо Джек Эндино, который в 1989 году спродюсировал дебютный альбом Nirvana Bleach, либо Стив Альбини, продюсер различных независимых альбомов, а в прошлом — фронтмен нойз-рок-группы Big Black. В октябре 1992 года, во время демо-сессии с Эндино в Сиэтле, Nirvana записала несколько песен (в основном инструментальных); многих из этих композиций позже будут перезаписаны для In Utero. Эндино вспоминал, что участники группы не просили его спродюсировать их следующий альбом, но отметил, что они на протяжении всей сессии обсуждали работу с Альбини. Эндино:

«Курт говорил: „Думаете нам следует пригласить Альбини для записи?“. Ну и что я мог ответить? „Нет. Вам следует пригласить меня для записи“. Я просто держал рот на замке. Было очевидно, что звукозаписывающая компания хотела ещё один Nevermind, но несомненно, группа не собиралась делать этого. Они говорили всем, что хотят сделать очень агрессивный панк-рок альбом. Так что, кто бы ни стал продюсером, он оказался бы между молотом и наковальней; либо он будет вести себя полным засранцем с группой, и они возненавидят его, либо он будет делать всё, чего захочет группа, и получит удар от звукозаписывающей компании. И, по всей видимости, единственным человеком в мире, который смог бы выстоять — это был Альбини; он, на самом деле, может сделать то, чего хочет, да ещё и встать перед звукозаписывающей компанией и сказать „нет“. Боюсь, что я бы не выдержал этого. Откровенно говоря, я был бы рад, если бы они меня пригласили, но если бы нет, я бы не обиделся».
Оригинальный текст (англ.)Kurt was like, 'What do you think, do you think we should have Albini do the record?' And what am I going to say? 'No. You should have me do the record.' I just kept my mouth shut. It was obvious the record company was going to want Nevermind Version 2, and the band was very obviously not going to make that. I mean, they said to everyone who would listen they wanted to make a really aggressive punk rock album. So whoever ended up being the producer was going to be between a rock and a hard place; he's either going to have to be a total asshole with band, in which case they would totally hate him, or he does what the band wants and has the total weight of the record company coming down on his head. And probably the only person in the world who could withstand that was Albini; he can actually do what he wants and stand up to the record company and say no. I'm afraid I would have just chickened out on it. I frankly was sort of like well, if they ask me to do it I will do it, but if they don't ask me I won't complain.

В январе 1993 года, во время тура в Бразилии, группа записала ещё несколько демозаписей. Одна из песен с данной сессии, длинная импровизационная композиция «Gallons of Rubbing Alcohol Flow Through the Strip», была выпущена в виде скрытого трека на международном издании In Utero.

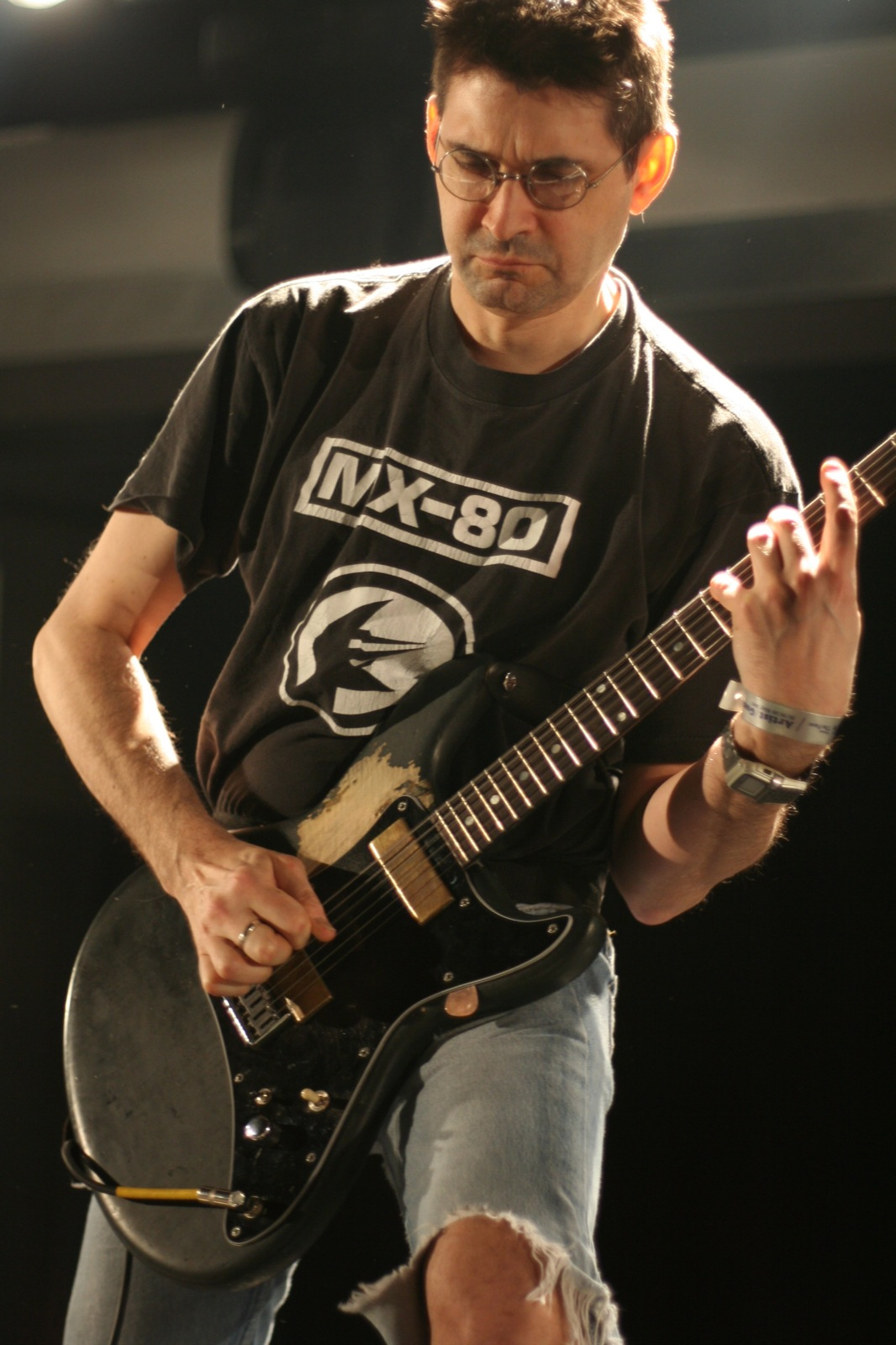
Продюсер и музыкант Стив Альбини, приглашённый для записи In Utero.

В итоге, Nirvana выбрала Альбини для записи своего третьего альбома. Альбини имел репутацию принципиальной и своевольной личности в кругах американской независимой музыки. В интервью журналу Request в 1993 году Кобейн сказал: «Основной причиной, по которой я хотел поработать с ним служило то, что так получилось, что он спродюсировал два из моих любимых альбомов — Surfer Rosa [группы Pixies] и Pod [группы The Breeders]». Будучи вдохновлённым этими альбомами, Кобейн хотел использовать технику Альбини, которая заключалась в том, чтобы запечатлеть натуральную реверберацию комнаты при помощи микрофонов. До записи альбома ходили слухи о том, что Альбини выступит в роли продюсера, но тот выступил с заявлением, опровергающим это. Однако спустя несколько дней он получил звонок от менеджеров Nirvana насчёт проекта. Хотя Альбини считал группу «R.E.M. с фуззбоксом» и «ничем не примечательной версией саунда Сиэтла», биографу Nirvana Майклу Азерраду он сказал, что согласился потому, что ему стало жалко участников группы, которых он воспринимал как «таких же ребят, как из всех тех мелких групп, с которыми я обычно имею дело» во власти их звукозаписывающей компании. Перед началом звукозаписывающих сессий, группа отослала Альбини плёнку с демозаписями, записанную в Бразилии. В ответ Альбини отослал Кобейну копию альбома PJ Harvey Rid of Me, в качестве примера звучания студии, в которой им предстояло записываться.

## Запись
Участники Nirvana и Альбини между собой решились на двухнедельное отрешение для записи альбома. Опасаясь вмешательства DGC, Альбини предложил членам группы заплатить за сессии из собственного кармана, на что они согласились. На время в студии ушло 24 тысячи долларов, а фиксированная плата за услуги Альбини составила 100 тысяч долларов. Несмотря на предложения Gold Mountain, менеджмент-компании Nirvana, Альбини отказался от процентных пунктов продаж альбома, несмотря на то, что он получил бы примерно 500 тысяч долларов. Также, вопреки стандартной практике среди продюсеров в музыкальной индустрии, Альбини отказался от получения роялти, потому что на его взгляд это является безнравственным и «оскорблением для артиста».
В феврале 1993 года, для записи альбома Nirvana отправилась в студию «Pachyderm» в городе Каннон-Фолс, Миннесота. До записи Альбини ни разу не встречался с группой, хотя до этого он обсуждал с ними типаж альбома, который они хотели сделать. Альбини заметил, что «они хотели сделать именно такую запись, которую мне удобно делать». На время звукозаписывающих сессий группа проживала в доме возле студии. Новоселич приравнял изолированные условия к ГУЛагу; он добавил: «Снаружи лежал снег, мы никуда не могли пойти. Мы только и делали, что работали». На протяжении большей части сессий, единственными присутствующими были участники группы, Альбини и техник Боб Уэстон. Группа поставила в известность DGC и Gold Mountain, что не желает никакого вмешательства в свою работу, как во времена Nevermind. Рабочие записи не представлялись даже Гэри Гершу, который был ответственным за репертуар. Чтобы предотвратить менеджеров и лейбл группы от вмешательства, Альбини вёл строгую политику по игнорированию всех, кроме участников группы; продюсер объяснил, что все кто ассоциируется с группой кроме самих её участников, были «такими ублюдками, которых я никогда не встречал».
Сессии записи альбома начались медленно, но вскоре набрали обороты; группа прибыла в студию «Pachyderm» без своего оборудования, поэтому первые три дня провела в ожидании их доставки. Однако после начала записи 13 февраля работа начала продвигаться быстро. Во многие дни группа начинала работу около полудня, делая перерывы для обеда и ужина, и продолжая работу до полуночи. Кобейн, Новоселич и Грол записали основные инструментальные треки вместе как группа. Участники использовали данную систему для всех песен кроме композиций с быстрым темпом, таких как «Very Ape» и «Tourette’s», где ударные были записаны отдельно на кухне в связи с её природной реверберацией. Для ударной установки Грола Альбини использовал около 30 микрофонов. К песням Кобейн добавил дополнительные гитарные треки, гитарные соло и наконец вокал. Группа не выбрасывала дубли и оставила практически всё записанным на плёнку. Альбини чувствовал, что был больше инженером, чем продюсером; несмотря на своё собственное мнение, он позволил группе решать, какой дубль лучше. Он сказал: «Вообще говоря, [Кобейн] знает что по его мнению удовлетворительно, а что нет […] Он может применить конкретные действия по улучшению того, что не считает удовлетворительным». Кобейн записал все свои вокальные треки за шесть часов. Группа закончила запись за шесть дней; Кобейн первоначально ожидал разногласий с Альбини, который понаслышке «якобы был этим сексистским подонком», но певец назвал процесс «наилегчайшей нашей записью, без сомнений». Единственная неприятность произошла спустя неделю после начала сессий, когда приехала Кортни Лав, так как она соскучилась по Кобейну. Группа, Лав и Альбини не вдавались в детали, но девушка Уэстона, которая была шеф-поваром студии, заявила, что Лав создала напряжение, критикуя работу Кобейна и конфликтуя со всеми присутствующими.
Процесс микширования альбома был окончен в течение пяти дней. Этот показатель был быстр по стандартам группы, но не для Альбини, который обычно микшировал целый альбом за один-два дня. Сессии были окончены 26 февраля.

## Музыка и лирика
Стремлением Альбини было спродюсировать альбом так, чтобы его звучание отличалось бы от Nevermind, так как он считал, что предыдущий альбом группы являлся «своего рода стандартной банальной записью, которая затем превратилась в очень-очень управляемый, сжатый адаптированный под радио микс […] Это, на мой взгляд, не очень лестно для рок-группы». Его намерением было запечатлить более естественное и интуитивное звучание. Альбини, вместо того, чтобы использовать технику дважды наложенного голоса, записал вокал Кобейна в хорошо резонирующем помещении. Продюсер отметил силу вокала певца на некоторых песнях; он сказал: «В конце „Milk It“ присутствует очень сухой, очень громкий голос […] который также присутствует в конце „Rape Me“, где [Кобейн] хотел, чтобы его крик поравнялся со всей группой». Альбини достиг «рассеянного» звучания ударных на альбоме просто разместив несколько микрофонов по комнате во время исполнения Дэйва Грола, тем самым улавливая натуральную реверберацию комнаты. Альбини объяснил: «Если вы возьмёте хорошего ударника и усадите его за ударную установку, у которой хорошая акустика, и просто запишете это, значит вы сделали свою работу».
Майкл Азеррад, в своей книге Come as You Are: The Story of Nirvana, утверждал, что музыка альбома продемонстрировала противоречивые чувства абразивности и доступности, которые отражали переворотные события в жизни Кобейна до завершения альбома. Он писал: «Псевдобитловская „Dumb“ спокойно сосуществует с проникнутой неистовством панковских граффити „Milk It“, a „All Apologies“ находится неизмеримо далеко от апоплексической „Scentless Apprentice“. Всё выглядит так, словно Курт отказался от попыток соединить свои панковские и поп-инстинкты в одно гармоничное целое. Забудьте. Это война». Однако Кобейн говорил, что In Utero не был «жёстче или эмоциональнее» любой из предыдущих записей группы. Крист Новоселич согласился с замечаниями Азеррада насчёт того, что музыка на альбоме больше склонилась к «артистической, агрессивной стороне» группы; бас-гитарист сказал: «У группы всегда были песни типа „About a Girl“, и песни типа „Paper Cuts“… Nevermind получился в стиле „About a Girl“, а In Utero в стиле „Paper Cuts“». По словам Кобейна, песня «Milk It» является примером более экспериментального и агрессивного направления музыки группы, в котором она двигалась в течение нескольких месяцев до сессий в студии «Pachyderm». Новоселич рассматривал синглы альбома — «Heart-Shaped Box» и «All Apologies» — «воротами» к более грубому звучанию остальных композиций. В интервью журналисту Джиму Дерогатису Крист сказал, что как только слушатели прослушают альбом, то откроют для себя «этот агрессивный дикий саунд, настоящую альтернативную запись».
Некоторые песни на альбоме были написаны задолго до записи; некоторые из них были написаны в 1990 году. Использование длинного названия, как «Frances Farmer Will Have Her Revenge on Seattle», являлось своего рода реакцией Кобейна на альтернативные рок-группы того времени, которые использовали лишь одно слово в названиях. Кобейн продолжал работать над текстами во время записи альбома. Однако, в интервью с Дарси Штайнке из журнала Spin Кобейн сказал, что в отличие от Bleach и Nevermind, тексты «более сфокусированы, они почти построены на темах». Майкл Азеррад утверждал, что тексты были менее импрессионистскими и более прямыми, чем прошлые тексты группы. Азеррад также отметил, что «практически каждая песня содержит образы недомогания или болезни». В некоторых песнях Кобейн ссылался на книги которые читал. Так, «Frances Farmer Will Have Her Revenge on Seattle» была вдохновлена биографической новеллой «Страна теней» об актрисе Фрэнсис Фармер, поклонником которой был Кобейн, а «Scentless Apprentice» была написана под влиянием романа Патрика Зюскида «Парфюмер. История одного убийцы», в котором рассказывается о маньяке-парфюмере лишённом запаха, но при этом обладающим феноменальным обонянием.
В интервью журналу The Observer Кобейн заявил, что «[тексты на In Utero], по большей части, не носят личностный характер». Журналу Q Кобейн сказал, что изобилие образов младенчества и родов на альбоме и его становление в качестве отца были лишь совпадением. Однако Азеррад утверждал, что большая часть альбома содержит личные темы, также отмечая, что Дэйв Грол придерживался аналогичного мнения. Грол сказал: «Многое из того о чём он говорит связано с тем дерьмом через которое он прошёл. Это уже не отчаяние подростка. Это совсем другой коленкор — отчаяние рок-звезды». Кобейн сказал Азерраду, что он не хотел написать песню, которая явно выразила бы его злобу на СМИ, однако Азеррад считал, что «Rape Me», как раз, затрагивает данную тему. Хотя Кобейн сказал, что песня была написана задолго до того, как его проблемы с наркотиками стали известны общественности, он согласился, что песню можно рассматривать в этом свете. «Serve the Servants» содержит отсылки к жизни Кобейна; первые строки ссылаются на душевное состояние Кобейна во время роста популярности группы, а строчкой о разводе Кобейн отрицает мнение прессы, будто развод родителей оказал травмирующее влияние на его последующую жизнь, в то время как последние строки второго куплета напрямую адресованы его отцу, Дону Кобейну. Курт сказал: «Я просто хотел, чтобы он знал, что я больше ничего против него не имею. Но я не хочу с ним говорить, потому что у нас нет ничего общего. Это наверняка сильно обидит его, но всё так и есть».

## Дизайн и название
Дизайном альбома занимался Роберт Фишер, который работал над дизайном всех изданий Nirvana на лейбле DGC. Однако большинство идей для дизайна альбома и связанных синглов исходили от Кобейна. Фишер вспоминал: «Кобейн мог просто дать мне какой-нибудь хлам и сказать: „Сделай что-нибудь с этим“». На обложке альбома изображён прозрачный анатомический манекен с прикреплёнными сзади крыльями ангела. Кобейн создал коллаж задней обложки, которую он описал как «секс и женщина и In Utero и влагалища и рождение и смерть», состоявшего из моделей зародышей и частей тела лежащих на кровати и усыпанных орхидеями и лилиями. Коллаж был сделан на полу в гостиной в доме Кобейна и был сфотографирован Чарльзом Питерсоном после неожиданного звонка Кобейна. Треклист альбома и повторно проиллюстрированные символы из книги Барбары Уокер «Женский словарь символов и священных предметов» были размещены по краям коллажа.
Кобейн изначально хотел назвать альбом I Hate Myself and I Want to Die (рус. Я ненавижу себя и хочу умереть), фразой, которую он использовал отвечая на вопрос о том, как его дела. Однако опасаясь, что чёрный юмор названия не поймут критики и поклонники, а также будучи убеждённым Кристом Новоселичем, что на группу будут подавать в суд за подстрекательства подростков к самоубийствам, Кобейн изменил название. В октябре 1993 года, в интервью журналу Rolling Stone, Дэвид Фрике спросил Кобейна, насколько буквальным было название I Hate Myself and I Want to Die, на что тот ответил:

«Настолько, насколько может быть шутка. Не что иное, как шутка. Но мы решили убрать его вовсе не поэтому. Мы знали, что люди не поймут; они воспримут его слишком серьёзно. Оно было полностью сатирическим, высмеивающим нас самих. Обо мне думают как об этаком стервозном, хныкающем шизофренике с поехавшей крышей, который всё время хочет покончить с собой. „Он всегда чем-то недоволен“. И я думал, что это было забавное название. Долгий период времени я хотел, чтобы так назывался альбом. Но я знал, что большинство людей не поймёт его» — Курт Кобейн.
Оригинальный текст (англ.)As literal as a joke can be. Nothing more than a joke. And that had a bit to do with why we decided to take it off. We knew people wouldn't get it; they'd take it too seriously. It was totally satirical, making fun of ourselves. I'm thought of as this pissy, complaining, freaked–out schizophrenic who wants to kill himself all the time. "He isn't satisfied with anything." And I thought it was a funny title. I wanted it to be the title of the album for a long time. But I knew the majority of the people wouldn't understand it.

Финальное название было взято из поэмы, написанной Кортни Лав. По словам Кобейна, «[название] просто сочеталось с обложкой и здорово звучало».

## Продакшн и ремиксинг
После того, как сессии звукозаписи были окончены, Nirvana отослала пока ещё не отмастерингованные плёнки альбома нескольким лицам, включая Эда Розенблатта, президента материнской компании DGC Geffen Records, и менеджент-компании группы Gold Mountain. На вопрос о том, какой ответ он получил, Кобейн сказал Майклу Аззераду, что «взрослым мы не нравимся». Ему сказали, что его песни были «не на должном уровне», звучание «неприятным для слуха», и что было неясно, примут ли радио-станции звучание продюсирования Альбини. В Geffen или Gold Mountain были некоторые люди, которые прежде всего хотели, чтобы группа записала альбом с Альбини, и Кобейн чувствовал, что получает невысказанное сообщение отказаться от сессий и начать всё сначала. Кобейн был расстроен и сказал Азерраду: «Мне следует просто перезаписать этот альбом и сделать то же, что мы сделали в прошлом году, потому что у нас были высокие продажи в прошлом году — нет причины пытаться и показать нас как артистов в данный момент. Я ничего не могу поделать с собой — я просто выпускаю запись которую я бы слушал дома». Однако многим друзьям группы понравился альбом, и к апрелю 1993 года Nirvana намеревалась выпустить его в первоначальном виде. Согласно Кобейну, «конечно они хотели ещё один Nevermind, но я скорее умру, чем сделаю это. [In Utero] как раз такая запись, которую я купил бы будучи поклонником, которой я бы наслаждался имея».
Участники группы начали сомневаться насчёт звучания альбома. В это время Кобейн признал, что «когда я впервые прослушал его дома, я понял, что что-то было не так. Всю первую неделю я не особо был заинтересован в том, чтобы вообще слушать его, а такого обычно не происходило. Я не испытал никаких эмоций, абсолютно ничего». Группа сделала вывод, что бас-гитара и вокал были не достаточно громки, поэтому они обратились к Альбини с просьбой перемикшировать альбом. Продюсер отказался; по его вспоминаниям, «[Кобейн] хотел сделать такой альбом, который он мог бы положить на стол и сказать: „Слушайте, я знаю он хорош, и ваше беспокойство насчёт него бессмысленно, так что смиритесь“. И я не думаю, что он считал, что мог сделать так […] Моей проблемой было то, что я боялся скользкого пути». Группа попыталась исправить проблемы с альбомом во время его мастеринга с Бобом Людвингом в его студии в Портленде, Мэн. Тогда как Новоселич был удовлетворён результатом, Кобейн всё ещё сомневался в звучании.
Вскоре после этого, в апреле 1993 года в интервью журналу Chicago Tribune Альбини заявил, что он сомневается в том, что Geffen выпустит целый альбом. Спустя годы Альбини сказал, что на то время он рассказал о положении «с позиции невежества, потому что я не был там, когда группа вела дискуссии со звукозаписывающим лейблом. Я знаю, что […] мы сделали запись, и всем она понравилась. А несколько недель спустя я слышу, что она не подходит для выпуска и должна быть полностью переделана». Хотя замечания Альбини в интервью Chicago Tribune не получили ответа от группы или её лейбла, журнал Newsweek вскоре опубликовал подобную статью. Nirvana отрицала, что лейбл оказывал давление по поводу смены звучания альбома, и отослала письмо в Newsweek в котором было сказано, что автор статьи «осмеял наши отношения с нашим лейблом основываясь на совершенно ошибочной информации»; также группа разместила письмо в журнале Billboard. Розенблатт утверждал в пресс-релизе, что Geffen выпустит всё, что предоставит группа, а основатель лейбла Дэвид Геффен лично позвонил Newsweek, чтобы пожаловаться на статью.
Nirvana хотела продолжить работу над записанными треками с продюсерами Скоттом Литтом и Энди Уоллесом (который смикшировал Nevermind). Альбини был категорически несогласен и заявил, что у него было согласие с группой, что без его причастности она не будет вносить изменения. Сначала Альбини отказался отдать мастер-плёнки альбома Gold Mountain, но уступил после звонка Новоселича. Группа отказалась от работы с Уоллесом и решила заново смикшировать песни «Heart-Shaped Box» и «All Apologies» с Литтом в студии Bad Animals Studio в мае 1993 года. Более того, ремикс песни «Pennyroyal Tea», сделанный Литтом, вошёл в цензурованные версии альбома для торговых сетей Wal-Mart и Kmart; этот ремикс также был выпущен на сборнике лучших песен группы Nirvana и, между прочим, тот же микс попал на сингл. Композиция «I Hate Myself and Want to Die» была исключена из финального трек-листа, так как Кобейн посчитал, что на альбоме было слишком много «нойзовых» песен. Остальная часть альбома осталась неизменённой, кроме громкости бас-гитары и вокала, которая была поднята примерно на три децибела. Альбини отнёсся критично к финальному миксу; он сказал: «Окончательный результат, альбом на прилавках, по большей части, не имеет отношения к альбому который был сделан. Несмотря на то, что это всё-таки они поют и играют свои песни, и музыкальное качество всё ещё присутствует».

## Выпуск и отзывы
Чтобы избежать чрезмерной раскрутки альбома, DGC Records применили сдержанный подход к продвижению In Utero; глава компании маркетинга, перед выпуском альбома, сказал журналу Billboard, что лейбл использует рекламную стратегию подобную той, которую они использовали для Nevermind, объясняя, что лейбл «настроит всё, отступит, и уйдёт с пути». Лейбл нацелил свой промоушн на альтернативные магазины и прессу, поэтому в рамках этой стратегии выпустил альбом на виниле. В отличие от Nevermind, лейбл не выпустил ни одного сингла с In Utero коммерческим путём в Соединённых Штатах. В начале сентября DGC разослал американским студенческим, альтернативным и AOR радиостанциям промокопии первого сингла с альбома «Heart-Shaped Box». Несмотря на промоушн лейбла, группа была уверена, что In Utero не станет столь же успешным как Nevermind. Кобейн сказал Джиму Дерогатису: «Мы уверены, что вряд ли продадим четверть, и нас абсолютно устраивает это потому что нам очень нравится эта запись».
13 сентября 1993 года In Utero был выпущен в Великобритании, а на следующий день в Соединённых Штатах. Альбом дебютировал на первом месте в хит-параде Billboard 200, а за первую неделю отметка продаж достигла 180 тысяч. Розничные сети магазинов Wal-Mart и Kmart отказались выставить альбом на свои прилавки; Wal-Mart заявил, что проблемой является отсутствие потребительского спроса, а представители Kmart объяснили, что «альбом не сочетается с нашим каталогом товаров». На самом деле, обе сети опасались того, что покупателей оскорбит изображение на задней обложке. Поэтому, к марту 1994 года DGC выпустили новую версию альбома с изменённой упаковкой. Эта версия содержала отредактированную обложку альбома, название песни «Rape Me» было изменено на «Waif Me», а оригинальный микс Альбини песни «Pennyroyal Tea» был заменён ремиксом Скотта Литта. Представитель Nirvana объяснил, что группа решила пойти на уступок потому, что Кобейн и Новоселич, будучи детьми, могли покупать музыку лишь в двух фирменных магазинах; в результате, они «хотели сделать свою музыку доступной для детей, у которых нет возможности посещать семейные магазины».
In Utero получил признание критиков, однако некоторые отзывы были смешанными. Кристофер Джон Фарли из журнала Time в своём обзоре альбома заявил: «Несмотря на страхи поклонников альтернативной музыки, Nirvana не ушла в мейнстрим, хотя этот мощный новый альбом может ещё раз заставить мейнстрим уйти в Nirvana». Дэвид Фрике, обозреватель из Rolling Stone, дав альбому 4.5 из 5 звёзд написал: «In Utero […] блестящий, едкий, злой и вдумчивый, почти всё сразу. Но больше всего, это триумф воли». Дэвид Браун, обозреватель из Entertainment Weekly, давший альбому оценку B+, высказал мнение: «Курт Кобейн ненавидит всё», и заметил, что сентиментальность пронизывает запись; Браун утверждал: «Музыка, в большей степени, завораживает, такой себе катарактический рок-н-ролл, который, однако, не высвобождается, потому что группа относится с подозрением к олдскульным рок-клише, которые подобный релиз пробудил бы». Журнал NME поставил альбому 8 из 10. Однако, обозреватель Джон Мюлвей выразил сомнения насчёт записи; он подытожил: «Как документ потока мыслей — смятённых, раздосадованных, которые не в состоянии примириться со здравомыслием — Курт [Кобейн] должен быть горд [альбомом]. В представлении одного из лучших альбома последнего десятилетия [альбом] не дотягивает». Бен Томпсон из журнала The Independent сказал, что несмотря на более абразивные песни альбома, «In Utero скорее притягивающий, чем отталкивающий. Nirvana мудро пренебрегла тем, чтобы сделать неприятный для слуха, кошмарный панк-рок, которым они угрожали нам». Критик Роберт Кристгау, изначально давший альбому рейтинг A-, но позже изменивший его на A, заявил, что «не каждый слушатель почувствует то, что будет пытаться, но все, у кого есть слух, согласятся с тем, что [альбом] пробуждает нужные чувства». Некоторые критики назвали In Utero одним из лучших релизов 1993 года. Альбом был номинирован как Лучший альтернативный альбом на 36-й церемонии «Грэмми».
В октябре Nirvana пустилась в свой первый за два года американский тур для продвижения альбома. Второй сингл «All Apologies», с песней «Rape Me» на обратной стороне, в декабре был выпущен в Великобритании. В феврале 1994 года группа начала шестинедельный тур по Европе, который спустя несколько недель был отменён из-за того, что 3 марта у Кобейна случилась передозировка в Риме. Кобейн согласился пройти курс по лечению от наркомании, но вскоре сбежал из реабилитационной клиники, а через неделю, 8 апреля, он был найден мёртвым в своём сиэтлском доме. В связи с этим, выпуск третьего сингла «Pennyroyal Tea» был отменён, а сама группа распалась. Спустя три дня после обнаружения тела Кобейна, In Utero поднялся в хит-параде Billboard с 72 на 27 место.
В последующие годы In Utero продолжил снискать успех на коммерческом рынке и среди критиков. В 2003 году, журнал Guitar World написал, что In Utero «намного лучше, [чем Nevermind], и такой, который лишь десять лет спустя, похоже, оказал влияние, судя по нынешним группам. Если альбом, разошедшийся в четыре миллиона копий может быть упущенным из виду, или недооценённым, тогда In Utero это та самая потерянная жемчужина» . В том же году, электронный журнал Pitchfork поместил In Utero на 13 место в списке «100 лучших альбомов 1990-х». В 2004 году, журнал Blender поместил альбом на 94 место в своём списке «100 величайших американских альбомов всех времён», тогда как в списке «100 величайших альбомов с 1985 по 2005 гг.» от журнала Spin, альбом стоит на 51 месте. В списке 500 величайших альбомов всех времён по версии журнала Rolling Stone, In Utero занимает 435 место. Тот же журнал поместил альбом на 7 место в списке «100 лучших альбомов 1990-х». В книге 2005 года «500 величайших рок и метал альбомов всех времён» от журнала Rock Hard, альбом занял 358 позицию. За продажу свыше шести миллионов копий, Американская ассоциация звукозаписывающих компаний шесть раз присваивала In Utero статус платинового диска.

### Переиздание
24 сентября 2013 года, DGC Records перевыпустили In Utero в расширенном формате, включающим в себя заново смастерированные и смикшированные песни альбома, бонусные треки, включая демозаписи, выступление группы в декабре 1993 года, а также би-сайды.

## Концертное турне
Для предстоящего турне, Кобейн решил пригласить на место второго гитариста Пэта Смира, одного из основателей хардкор-панк-группы The Germs.
После смерти Дарби я отошёл от музыки, но вскоре вернулся. Я играл во множестве местных групп, но, наверное, никогда не стремился сделать карьеру […] и никогда не проводил полноценного турне, пока не связался с Nirvana. […] Сначала я решил, что надо мной подшучивает мой приятель, но за пару дней до того мне уже звонила Кортни и предупреждала, что вскоре позвонит Курт и сделает мне предложение, так что я был, в общем-то, готов. Конечно, я тут же согласился!Смир
В октябре Nirvana отправилась в свой первый за два года американский тур. Первый концерт состоялся 18 октября 1993 года на 15-тысячной арене «Veterans Memorial Coliseum» в Финиксе, Аризона. Предварительно, на сцене планировалось установить белый экран за группой и транслировать на него кинофильм Гарри Лачмана «Ад Данте», однако от идеи пришлось отказаться из финансовых соображений. Во время выступления в Чикаго, группа представила ещё не известную публике песню «You Know You're Right». На протяжении этого турне на разогреве у группы играли Mudhoney, Jawbreaker, Boredoms, Meat Puppets, Half Japanese, The Breeders, Butthole Surfers и Chokebore. Молодой исполнительнице PJ Harvey, поклонниками которой были участники Nirvana, также предлагалось поехать с ними в турне, однако та отказалась. Meat Puppets, впоследствии, были приглашены для исполнения трёх своих песен с Nirvana на акустическом шоу MTV Unplugged.
Несмотря на высокие продажи билетов, впечатления участников группы от турне были далеко не самыми лучшими. Крист Новоселич, в интервью журналу Musician в октябре 1993 говорил: «Когда-то мы были просто бродягами в фургоне, которые делали своё дело. Теперь у нас есть менеджер турне, команда техников, и это бизнес. У нас есть расписания и прочее дерьмо. Когда-то это было приключением, а теперь стало цирком». Подобного мнения был и гитарист Mudhoney Стив Тёрнер, который описал турне как «ужасное» и «наверное, худшее в истории. Всё было уж слишком организованно. […] На гостиницы, в которых мы порой даже не жили, тратились тысячи и тысячи долларов, но зато они всё время пеклись о каких-то мелочах: каждый день кого-то увольняли, например, если какой-нибудь грузчик сказал не то. Курт выглядел несчастным и одиноким, и это было очень печально…». Эверетт Тру, музыкальный журналист и приятель Nirvana, писал, что «одно шоу в целом мало отличалось от другого. Это были бизнес-мероприятия, хорошо смазанная машина турне, имевшая только одну цель — помочь лейблу в продвижении продукта. Nirvana, безусловно, проводила эти концерты не удовольствия ради». Во время некоторых концертов, зрители бросали на сцену бутылки или обувь, которые часто попадали в участников группы.
Вслед за американским турне, которое закончилось 8 января 1994 концертом в Сиэтле, последовало европейское, начавшееся 6 февраля в Кашкайше, Португалия. За два дня до этого, группа выступила на телешоу Canal+ «Nulle Part Ailleurs» в Париже, Франция, сыграв песни «Rape Me», «Pennyroyal Tea» и «Drain You». В этот раз, Nirvana пригласила британцев Buzzcocks для разогрева, которые отыграли в этой роли восемь концертов; начиная с 21 февраля и вплоть до последнего выступления в марте, место разогрева заняли Melvins. Отмечалось, что турне сопутствовало не лучшее внутреннее состояние Кобейна. Так, Тру пишет: «В Модене, Италия […] во время „In Bloom“ на сцену бросили портрет Курта, и он почти с радостью пытался нацепить его в качестве маски. Но вокалист уже серьёзно пал духом: всем было очевидно, что он душой не на сцене, что он мечется, а никто не хочет или не может с этим ничего сделать». Мэлора Кригер, игравшая на виолончели во время европейского турне, отметила, что участники группы едва общались друг с другом. Концерт 1 марта в мюнхенском «Terminal 1», некогда служившим ангаром аэропорта, начался с кавер-версии на песню The Cars «My Best Friend's Girl». В перерыве между песнями, Новоселич пошутил: «Гранж мёртв, Нирване конец!», что впоследствии оказалось недалёким от истины. В связи с острым ларингитом и бронхитом, Кобейн часто терял голос во время выступления. Из-за этого все последующие концерты были отменены. 6 апреля, организаторы Lollapalooza издали пресс-релиз, подтверждающий, что вместо Nirvana в качестве хедлайнера выступит The Smashing Pumpkins, а 8 апреля Кобейна нашли мёртвым в собственном доме, после чего оставшиеся участники коллектива заявили о немедленном распаде.

## Список композиций
Слова и музыка всех песен — написаны Куртом Кобейном, кроме указанных.
| №   | Название                                          | Автор(ы)                                | Перевод                                | Длительность |
| --- | ------------------------------------------------- | --------------------------------------- | -------------------------------------- | ------------ |
| 1.  | «Serve the Servants»                              |                                         | Прислуживать слугам                    | 3:36         |
| 2.  | «Scentless Apprentice»                            | Курт Кобейн, Крист Новоселич, Дэйв Грол | Ученик без запаха                      | 3:48         |
| 3.  | «Heart-Shaped Box»                                |                                         | Шкатулка в форме сердца                | 4:41         |
| 4.  | «Rape Me»                                         |                                         | Изнасилуй меня                         | 2:50         |
| 5.  | «Frances Farmer Will Have Her Revenge on Seattle» |                                         | Фрэнсис Фармер отомстит Сиэтлу         | 4:09         |
| 6.  | «Dumb»                                            |                                         | Тупой                                  | 2:32         |
| 7.  | «Very Ape»                                        |                                         | Настоящая обезьяна                     | 1:56         |
| 8.  | «Milk It»                                         |                                         | Надои молока                           | 3:55         |
| 9.  | «Pennyroyal Tea»                                  |                                         | Чай из болотной мяты                   | 3:37         |
| 10. | «Radio Friendly Unit Shifter»                     |                                         | Альбом, звучащий на всех радиостанциях | 4:51         |
| 11. | «Tourette’s»                                      |                                         | Синдром Туретта                        | 1:35         |
| 12. | «All Apologies»                                   |                                         | Все извинения                          | 3:51         |

| №   | Название                                            | Автор(ы)                                | Перевод                           | Длительность |
| --- | --------------------------------------------------- | --------------------------------------- | --------------------------------- | ------------ |
| 13. | «Gallons of Rubbing Alcohol Flow Through the Strip» | Курт Кобейн, Крист Новоселич, Дэйв Грол | Галлоны спирта текут через полосу | 7:28         |

### 20th Anniversary Edition (2013)

#### Диск 1
| №   | Название                           | Автор(ы)  | Перевод                        | Длительность |
| --- | ---------------------------------- | --------- | ------------------------------ | ------------ |
| 14. | «Marigold» (())                    | Дэйв Грол | Бархатцы                       |              |
| 15. | «Moist Vagina» ()                  |           | Влажная вагина                 |              |
| 16. | «Sappy» ()                         |           | Глупая                         |              |
| 17. | «I Hate Myself and Want to Die» () |           | Я ненавижу себя и хочу умереть |              |
| 18. | «Pennyroyal Tea» ()                |           | Чай из болотной мяты           |              |
| 19. | «Heart-Shaped Box» ()              |           | Шкатулка в форме сердца        |              |
| 20. | «All Apologies» ()                 |           | Все извинения                  |              |

#### Диск 2
| №   | Название                                                                | Автор(ы)                                | Перевод                                | Длительность |
| --- | ----------------------------------------------------------------------- | --------------------------------------- | -------------------------------------- | ------------ |
| 13. | «Scentless Apprentice» ()                                               | Курт Кобейн, Крист Новоселич, Дэйв Грол | Ученик без запаха                      |              |
| 14. | «Frances Farmer Will Have Her Revenge on Seattle» (инструментальная) () |                                         | Фрэнсис Фармер отомстит Сиэтлу         |              |
| 15. | «Dumb» (инструментальная) ()                                            |                                         | Тупой                                  |              |
| 16. | «Very Ape» ()                                                           |                                         | Настоящая обезьяна                     |              |
| 17. | «Pennyroyal Tea» (инструментальная) ()                                  |                                         | Чай из болотной мяты                   |              |
| 18. | «Radio Friendly Unit Shifter» (инструментальная) ()                     |                                         | Альбом, звучащий на всех радиостанциях |              |
| 19. | «tourette’s» (инструментальная) ()                                      |                                         | Синдром Туретта                        |              |
| 20. | «Marigold» ()                                                           | Дэйв Грол                               | Ноготки                                |              |
| 21. | «All Apologies» ()                                                      |                                         | Все извинения                          |              |
| 22. | «Forgotten Tune» (инструментальная) ()                                  |                                         | Забытая мелодия                        |              |
| 23. | «Jam» (инструментальная) ()                                             |                                         | Джем                                   |              |

#### Диск 3 / Диск 4 (DVD)
| №   | Название                      | Автор(ы)                                | Перевод                                | Длительность |
| --- | ----------------------------- | --------------------------------------- | -------------------------------------- | ------------ |
| 1.  | «Radio Friendly Unit Shifter» |                                         | Альбом, звучащий на всех радиостанциях |              |
| 2.  | «Drain You»                   |                                         | Высушу тебя                            |              |
| 3.  | «Breed»                       |                                         | Потомство                              |              |
| 4.  | «Serve the Servants»          |                                         | Прислуживать слугам                    |              |
| 5.  | «Rape Me»                     |                                         | Изнасилуй меня                         |              |
| 6.  | «Sliver»                      |                                         | Отщепенец                              |              |
| 7.  | «Pennyroyal Tea»              |                                         | Чай из болотной мяты                   |              |
| 8.  | «Scentless Apprentice»        | Курт Кобейн, Крист Новоселич, Дэйв Грол | Ученик без запаха                      |              |
| 9.  | «All Apologies»               |                                         | Все извинения                          |              |
| 10. | «Heart-Shaped Box»            |                                         | Шкатулка в форме сердца                |              |
| 11. | «Blew»                        |                                         | Обкуренный                             |              |
| 12. | «The Man Who Sold the World»  | Дэвид Боуи                              | Человек, продавший мир                 |              |
| 13. | «School»                      |                                         | Школа                                  |              |
| 14. | «Come as You Are»             |                                         | Приди какой ты есть                    |              |
| 15. | «Lithium»                     |                                         | Литий                                  |              |
| 16. | «About a Girl»                |                                         | О девушке                              |              |
| 17. | «Endless, Nameless»           | Курт Кобейн, Крист Новоселич, Дэйв Грол | Бесконечный, безымянный                |              |

| №   | Название                                                   | Автор(ы)   | Перевод                                | Длительность |
| --- | ---------------------------------------------------------- | ---------- | -------------------------------------- | ------------ |
| 18. | «Very Ape (Репетиции Live And Loud)» ()                    |            | Настоящая обезьяна                     |              |
| 19. | «Radio Friendly Unit Shifter (Репетиции Live And Loud)» () |            | Альбом, звучащий на всех радиостанциях |              |
| 20. | «Rape Me» ()                                               |            | Изнасилуй меня                         |              |
| 21. | «Pennyroyal Tea» ()                                        |            | Чай из болотной мяты                   |              |
| 22. | «Heart-Shaped Box» ()                                      |            | Шкатулка в форме сердца                |              |
| 23. | «Rape Me» ()                                               |            | Изнасилуй меня                         |              |
| 24. | «Pennyroyal Tea» ()                                        |            | Чай из болотной мяты                   |              |
| 25. | «Drain You» ()                                             |            | Высушу тебя                            |              |
| 26. | «Serve the Servants» ()                                    |            | Прислуживать слугам                    |              |
| 27. | «Radio Friendly Unit Shifter» ()                           |            | Альбом, звучащий на всех радиостанциях |              |
| 28. | «My Best Friend’s Girl» ()                                 | Рик Окэсик | Девушка моего лучшего друга            |              |
| 29. | «Drain You» ()                                             |            | Дрейнировать тебя                      |              |

## Участники записи
Nirvana
- Курт Кобейн — гитара, вокал, арт-директор, дизайн, фотография
- Крист Новоселич — бас-гитара
- Дэйв Грол — ударные

Приглашённые музыканты
- Кира Шейли — виолончель («Dumb», «All Apologies»)

Дополнительный персонал
- Стив Альбини — продюсер, звукорежиссёр
- Адам Каспер — второй звукорежиссёр
- Скотт Литт — микширование
- Боб Людвинг — мастеринг
- Боб Уэстон — техник
- Роберт Фишер — арт-директор, дизайн, фотография
- Майкл Лавин — фотография
- Карен Мейсон — фотография
- Чарльз Питерсон — фотография
- Нил Уоллас — фотография
- Алекс Грей — иллюстрации

## Комментарии
1. ↑  «Teenage angst has paid off well / Now I’m bored and old» (рус. Я сполна рассчитался с тревогами подростка / Теперь я усталый и старый)
2. ↑  «That legendary divorce is such a bore» (рус. Этот легендарный развод такая скука)
3. ↑  «I tried hard to have a father / But instead I had a dad / I just want you to know that I don’t hate you anymore / There is nothing I could say that I haven’t thought before» (рус. Я делал всё, чтобы у меня был отец / Но вместо этого у меня был папа / Я просто хочу, чтобы ты знал, что я больше не ненавижу тебя / Мне больше нечего сказать из того, о чём я не думал раньше)
4. ↑  См. Смерть Курта Кобейна
5. ↑  Впоследствии, промокопии сингла были выпущены в ограниченном виде в мае 1994 года в Великобритании
6. 1 2  Би-сайд
7. ↑  Со сборника «No Alternative»
8. ↑  Со сборника «The Beavis and Butt-head Experience»
9. ↑  Микс Скотта Литта
10. 1 2  Микс Стива Альбини
11. 1 2  Демо записанное в Бразилии; 19 — 21 января 1993
12. 1 2  Демо записанное в студии «Laundry Room»; апрель 1992
13. 1 2 3 4 5  Демо записанное в студии «Word of Mouth»; 25 — 26 октября 1992
14. ↑  Демо записанное в студии «Upland»; 23 декабря 1990
15. ↑  Демо записанное в студии «Music Source»; 1 января 1991
16. 1 2 3 4  Репетиция «Live & Loud»; 13 декабря 1994
17. ↑  Оригинальный видеоклип + режиссёрская версия
18. 1 2 3  Телешоу «Nulle Part Ailleurs»; 4 февраля 1994
19. ↑  Телешоу «Tunnel»; 23 февраля 1994
20. 1 2 3  Последний концерт Nirvana в Мюнхене, Германия; 1 марта 1994